# Phronia anisoloba
Phronia anisoloba är en tvåvingeart som beskrevs av Ostroverkhova 1979. Phronia anisoloba ingår i släktet Phronia och familjen svampmyggor. Inga underarter finns listade i Catalogue of Life.